# José Gabino Villanueva
José Gabino Villanueva Peñaranda (1881 – 25 de marzo de 1951) fue un médico y político boliviano,hermano de Emilio Villanueva Peñaranda.
Miembro del Partido Republicano de Bautista Saavedra, fue nombrado diputado por La Paz, Presidente del Honorable Concejo Municipal de La Paz y Ministro de Instrucción y Agricultura.
Tras el 12 de julio de 1920, fecha en que fuera derrocado José Gutiérrez Guerra, sería elegido Convencional por el departamento de La Paz, cuya principal misión estuvo en apoyar la futura candidatura de Bautista Saavedra.
Fue elegido Presidente de Bolivia en las elecciones del 2 de mayo de 1925, empero no asumiría dicho cargo al inhabilitarse tiempo antes a su posesión.

A pocos días de asumir la presidencia, el diputado por Trinidad, Ernesto Monasterios, presentó al Congreso Nacional el Proyecto de Ley de Anulación de las Elecciones Presidenciales, cuyo artículo señalaba:
"Artículo único. -Se declara nula la elección de los ciudadanos J. Gabino Villanueva y Abdón Saavedra, para desempeñar los cargos de Presidente y Vicepresidente de la República, en el período de 1925 a 1929, por no haber renunciado a los cargos que desempeñaban, de Ministro de Estado el primero, y de Prefecto el segundo, seis meses antes de la elección, de conformidad con la Ley del 15 de octubre de 1895".